# Stamboom Albert van Saksen-Coburg en Gotha
Dit is de stamboom van Albert van Saksen-Coburg en Gotha (1819-1861).
| Stamboom Albert van Saksen-Coburg en Gotha (1819-1861)                                                | Stamboom Albert van Saksen-Coburg en Gotha (1819-1861) | Stamboom Albert van Saksen-Coburg en Gotha (1819-1861) | Stamboom Albert van Saksen-Coburg en Gotha (1819-1861)                                                                 | Stamboom Albert van Saksen-Coburg en Gotha (1819-1861)                                                                 | Stamboom Albert van Saksen-Coburg en Gotha (1819-1861)                                                                                          | Stamboom Albert van Saksen-Coburg en Gotha (1819-1861)                                                                                          | Stamboom Albert van Saksen-Coburg en Gotha (1819-1861)                                                                                 | Stamboom Albert van Saksen-Coburg en Gotha (1819-1861)                                                                                 | Stamboom Albert van Saksen-Coburg en Gotha (1819-1861)                                                                                      | Stamboom Albert van Saksen-Coburg en Gotha (1819-1861)                                                                                      | Stamboom Albert van Saksen-Coburg en Gotha (1819-1861)                                                     | Stamboom Albert van Saksen-Coburg en Gotha (1819-1861)                                                     | Stamboom Albert van Saksen-Coburg en Gotha (1819-1861)                                                     | Stamboom Albert van Saksen-Coburg en Gotha (1819-1861)                                                     | Stamboom Albert van Saksen-Coburg en Gotha (1819-1861)                                                     | Stamboom Albert van Saksen-Coburg en Gotha (1819-1861)                                                     | Stamboom Albert van Saksen-Coburg en Gotha (1819-1861)                                                     | Stamboom Albert van Saksen-Coburg en Gotha (1819-1861)                                                     |
| --- | --- | --- | --- | --- | --- | --- | --- | --- | --- | --- | --- | --- | --- | --- | --- | --- | --- | --- |
| Grootouders                                                                                           | Frans van Saksen-Coburg-Saalfeld (1750-1806) x 1776 Augusta van Reuss-Ebersdorf en Lobenstein (1757-1831)                                                               | Frans van Saksen-Coburg-Saalfeld (1750-1806) x 1776 Augusta van Reuss-Ebersdorf en Lobenstein (1757-1831)                                                               | Frans van Saksen-Coburg-Saalfeld (1750-1806) x 1776 Augusta van Reuss-Ebersdorf en Lobenstein (1757-1831)              | Frans van Saksen-Coburg-Saalfeld (1750-1806) x 1776 Augusta van Reuss-Ebersdorf en Lobenstein (1757-1831)              | Frans van Saksen-Coburg-Saalfeld (1750-1806) x 1776 Augusta van Reuss-Ebersdorf en Lobenstein (1757-1831)                                       | Frans van Saksen-Coburg-Saalfeld (1750-1806) x 1776 Augusta van Reuss-Ebersdorf en Lobenstein (1757-1831)                                       | Frans van Saksen-Coburg-Saalfeld (1750-1806) x 1776 Augusta van Reuss-Ebersdorf en Lobenstein (1757-1831)                              | Frans van Saksen-Coburg-Saalfeld (1750-1806) x 1776 Augusta van Reuss-Ebersdorf en Lobenstein (1757-1831)                              | Frans van Saksen-Coburg-Saalfeld (1750-1806) x 1776 Augusta van Reuss-Ebersdorf en Lobenstein (1757-1831)                                   | August van Saksen-Gotha-Altenburg (1772-1822) x 1797 Louise Charlotte van Mecklenburg-Schwerin (1779-1801)                                  | August van Saksen-Gotha-Altenburg (1772-1822) x 1797 Louise Charlotte van Mecklenburg-Schwerin (1779-1801) | August van Saksen-Gotha-Altenburg (1772-1822) x 1797 Louise Charlotte van Mecklenburg-Schwerin (1779-1801) | August van Saksen-Gotha-Altenburg (1772-1822) x 1797 Louise Charlotte van Mecklenburg-Schwerin (1779-1801) | August van Saksen-Gotha-Altenburg (1772-1822) x 1797 Louise Charlotte van Mecklenburg-Schwerin (1779-1801) | August van Saksen-Gotha-Altenburg (1772-1822) x 1797 Louise Charlotte van Mecklenburg-Schwerin (1779-1801) | August van Saksen-Gotha-Altenburg (1772-1822) x 1797 Louise Charlotte van Mecklenburg-Schwerin (1779-1801) | August van Saksen-Gotha-Altenburg (1772-1822) x 1797 Louise Charlotte van Mecklenburg-Schwerin (1779-1801) | August van Saksen-Gotha-Altenburg (1772-1822) x 1797 Louise Charlotte van Mecklenburg-Schwerin (1779-1801) |
| Ouders                                                                                                | Ernst I van Saksen-Coburg en Gotha (1784-1844) x 1817 Louise van Saksen-Gotha-Altenburg (1800-1831)                                                                     | Ernst I van Saksen-Coburg en Gotha (1784-1844) x 1817 Louise van Saksen-Gotha-Altenburg (1800-1831)                                                                     | Ernst I van Saksen-Coburg en Gotha (1784-1844) x 1817 Louise van Saksen-Gotha-Altenburg (1800-1831)                    | Ernst I van Saksen-Coburg en Gotha (1784-1844) x 1817 Louise van Saksen-Gotha-Altenburg (1800-1831)                    | Ernst I van Saksen-Coburg en Gotha (1784-1844) x 1817 Louise van Saksen-Gotha-Altenburg (1800-1831)                                             | Ernst I van Saksen-Coburg en Gotha (1784-1844) x 1817 Louise van Saksen-Gotha-Altenburg (1800-1831)                                             | Ernst I van Saksen-Coburg en Gotha (1784-1844) x 1817 Louise van Saksen-Gotha-Altenburg (1800-1831)                                    | Ernst I van Saksen-Coburg en Gotha (1784-1844) x 1817 Louise van Saksen-Gotha-Altenburg (1800-1831)                                    | Ernst I van Saksen-Coburg en Gotha (1784-1844) x 1817 Louise van Saksen-Gotha-Altenburg (1800-1831)                                         | Ernst I van Saksen-Coburg en Gotha (1784-1844) x 1817 Louise van Saksen-Gotha-Altenburg (1800-1831)                                         | Ernst I van Saksen-Coburg en Gotha (1784-1844) x 1817 Louise van Saksen-Gotha-Altenburg (1800-1831)        | Ernst I van Saksen-Coburg en Gotha (1784-1844) x 1817 Louise van Saksen-Gotha-Altenburg (1800-1831)        | Ernst I van Saksen-Coburg en Gotha (1784-1844) x 1817 Louise van Saksen-Gotha-Altenburg (1800-1831)        | Ernst I van Saksen-Coburg en Gotha (1784-1844) x 1817 Louise van Saksen-Gotha-Altenburg (1800-1831)        | Ernst I van Saksen-Coburg en Gotha (1784-1844) x 1817 Louise van Saksen-Gotha-Altenburg (1800-1831)        | Ernst I van Saksen-Coburg en Gotha (1784-1844) x 1817 Louise van Saksen-Gotha-Altenburg (1800-1831)        | Ernst I van Saksen-Coburg en Gotha (1784-1844) x 1817 Louise van Saksen-Gotha-Altenburg (1800-1831)        | Ernst I van Saksen-Coburg en Gotha (1784-1844) x 1817 Louise van Saksen-Gotha-Altenburg (1800-1831)        |
| Albert van Saksen-Coburg en Gotha (1819-1861) x 1840 Victoria van het Verenigd Koninkrijk (1819-1901) | | | | | | | | | | | | | | | | | | |
| Kinderen                                                                                              | Victoria (1840-1901) x 1857 Frederik III van Duitsland (1831-1888) | Victoria (1840-1901) x 1857 Frederik III van Duitsland (1831-1888) | Eduard (1841-1910) Koning Eduard VII x 1863 Alexandra van Denemarken (1844-1925)                                       | Eduard (1841-1910) Koning Eduard VII x 1863 Alexandra van Denemarken (1844-1925)                                       | Alice(1843-1878) x 1862 Lodewijk IV van Hessen-Darmstadt (1837-1862)                                                                            | Alice(1843-1878) x 1862 Lodewijk IV van Hessen-Darmstadt (1837-1862)                                                                            | Alfred (1844-1900) x 1874 Maria Aleksandrovna van Rusland (1853-1920)                                                                  | Alfred (1844-1900) x 1874 Maria Aleksandrovna van Rusland (1853-1920)                                                                  | Helena (1846-1923) x 1866 Christiaan van Sleeswijk-Holstein- Sonderburg-Augustenburg (1831-1917)                                            | Helena (1846-1923) x 1866 Christiaan van Sleeswijk-Holstein- Sonderburg-Augustenburg (1831-1917)                                            | Louise (1848-1939) x 1871 John Campbell (1845-1914)                                                        | Louise (1848-1939) x 1871 John Campbell (1845-1914)                                                        | Arthur (1850-1942) x 1879 Louise Margaretha van Pruisen (1860-1917)                                        | Arthur (1850-1942) x 1879 Louise Margaretha van Pruisen (1860-1917)                                        | Leopold(1853-1884) x 1882 Helena van Waldeck-Pyrmont (1861-1922)                                           | Leopold(1853-1884) x 1882 Helena van Waldeck-Pyrmont (1861-1922)                                           | Beatrice (1857-1944) x 1885 Hendrik Maurits van Battenberg (1858-1896)                                     | Beatrice (1857-1944) x 1885 Hendrik Maurits van Battenberg (1858-1896)                                     |
| Kleinkinderen                                                                                         | Wilhelm (1859-1941) Charlotte (1860-1919) Hendrik (1862-1929) Sigismund (1864-1866) Victoria (1866-1929) Waldemar (1868-1879) Sophie (1870-1932) Margaretha (1872-1954) | Wilhelm (1859-1941) Charlotte (1860-1919) Hendrik (1862-1929) Sigismund (1864-1866) Victoria (1866-1929) Waldemar (1868-1879) Sophie (1870-1932) Margaretha (1872-1954) | Albert Victor (1864-1892) George V (1865-1936) Louise(1867-1931) Victoria (1868-1935) Maud (1869-1938) Alexander(1871) | Albert Victor (1864-1892) George V (1865-1936) Louise(1867-1931) Victoria (1868-1935) Maud (1869-1938) Alexander(1871) | Victoria (1863-1950) Elizabeth (1864-1918) Irene (1866-1953) Ernst Lodewijk (1868-1937) Frederik (1870-1873) Alix (1872-1918) Marie (1874-1878) | Victoria (1863-1950) Elizabeth (1864-1918) Irene (1866-1953) Ernst Lodewijk (1868-1937) Frederik (1870-1873) Alix (1872-1918) Marie (1874-1878) | Alfred (1874-1899) Marie (1875-1938) Victoria Melita (1876-1936) Alexandra (1878-1942) Doodgeboren dochter (1879) Beatrice (1884-1966) | Alfred (1874-1899) Marie (1875-1938) Victoria Melita (1876-1936) Alexandra (1878-1942) Doodgeboren dochter (1879) Beatrice (1884-1966) | Christiaan Victor (1867-1900) Albert (1869-1931) Helena Victoria (1870-1948) Marie Louise (1872-1956) Harald (1876) Doodgeboren zoon (1877) | Christiaan Victor (1867-1900) Albert (1869-1931) Helena Victoria (1870-1948) Marie Louise (1872-1956) Harald (1876) Doodgeboren zoon (1877) | - | - | Margaretha (1882-1920) Arthur (1883-1938) Patricia (1886-1974)                                             | Margaretha (1882-1920) Arthur (1883-1938) Patricia (1886-1974)                                             | Alice Maria Victoria (1883–1981) Karel Eduard (1884–1954)                                                  | Alice Maria Victoria (1883–1981) Karel Eduard (1884–1954)                                                  | Alexander (1886–1960) Victoria Eugénie (1887–1969) Leopold (1889–1922) Maurits (1891-1914)                 | Alexander (1886–1960) Victoria Eugénie (1887–1969) Leopold (1889–1922) Maurits (1891-1914)                 |